# Glenn Buchanan
Pour les articles homonymes, voir Buchanan.
Glenn Buchanan, né le 19 novembre 1962 à Townsville, est un nageur australien, ayant comme nage de prédilection le papillon.

## Carrière
Glenn Buchanan remporte deux médailles de bronze en 100 mètres papillon et en relais 4 × 100 mètres quatre nages aux Jeux olympiques d'été de 1984 à Los Angeles.
Affrontant le recordman du monde américain Pablo Morales et l'Ouest-Allemand Michael Groß en 100 mètres papillon, Buchanan nage à une vitesse telle pour ne pas être décroché qu'il en bat le record d'Australie, finissant à 0,77 seconde derrière Groß, qui établit un nouveau record du monde. Les six premiers de cette finale améliorent leurs records nationaux respectifs. Buchanan s'associe ensuite avec Mark Stockwell, Peter Evans and Mark Kerry pour obtenir le bronze au relais 4 × 100 m quatre nages.
Depuis, Buchanan réside toujours à Townsville et gère une école de natation.